# Bankesia vernella
Bankesia vernella är en fjärilsart som beskrevs av Alexandre Constant 1899. Bankesia vernella ingår i släktet Bankesia och familjen säckspinnare. Inga underarter finns listade i Catalogue of Life.